# École centrale de Bruxelles
Pour les articles homonymes, voir École centrale et École centrale (Révolution française).
L'École centrale de Bruxelles, ou plus exactement l'École centrale du département de la Dyle, fut établie à Bruxelles en mai 1797, sous le Directoire, pour remplacer l'ancienne université de Louvain qui sera supprimée le 25 octobre suivant par décret du département de la Dyle, pris en application de la loi du 15 septembre 1793 qui avait décidé la suppression de tous les collèges et universités de la République française, mais qui toutefois restèrent encore en activité de fait jusqu'à la nouvelle loi du 7 ventôse an III (25 février 1795) qui avait fondé les Écoles centrales.
Ainsi, l'ancienne université de Louvain et tous ses collèges furent fermés le 9 novembre 1797 et tout son matériel et surtout une partie de sa bibliothèque furent attribués à l'École centrale de Bruxelles en tant que continuatrice officielle de l'ancienne université de Louvain.
En fait l'École centrale du département de la Dyle remplaçait uniquement la Faculté des Arts qui, considérée comme faisant partie de l'ancienne université, correspondait à un cycle de propédeutique.
L'École centrale donnait également des leçons publiques fort appréciées du public cultivé. Sa population scolaire oscillait entre 100 et 130 élèves. L'École centrale de Bruxelles sera supprimée en 1802. Elle fut remplacée par une école secondaire le Lycée impérial de Bruxelles et au niveau de l'enseignement supérieur, elle sera suivie en 1806, par l'Université impériale à Bruxelles.

## Ses locaux
Ses locaux furent établis dans l'ancien palais de Charles de Lorraine, où lui succéderont ensuite les facultés de la future Université impériale à Bruxelles.

## L'enseignement
Les Écoles centrales destinées à remplacer les anciens collèges et universités supprimées, avaient un but plus pratique que les Universités et les cours insistaient sur les matières de:
- sciences
- mathématiques
- lettres

En fait, l'École centrale remplaçait uniquement l'ancienne Faculté des Arts, qui servait de propédeutique aux autres Facultés, toutefois alors que la Faculté des Arts donnait une formation philosophique et littéraire l'École Centrale était plutôt axée sur les matières scientifiques et mathématiques.
Cela explique que certains auteurs classent l'École Centrale parmi l'enseignement secondaire supérieur en oubliant que la Faculté des Arts qui remplissait ce rôle faisait bel et bien partie des anciennes universités.

## Les collections scientifiques
L'École centrale de Bruxelles s'était vue attribuer de riches collections comprenant:
- Plusieurs cabinets de physique.
- Plusieurs cabinets de chimie expérimentale.
- Un jardin botanique avec serres chaudes et tempérées.

## La bibliothèque
Succédant à l'ancienne université de Louvain et la remplaçant, l'école centrale de Bruxelles se vit attribuer la riche bibliothèque de celle-ci ou du moins une partie. Ainsi la bibliothèque de l'École centrale comptait près de 80 000 volumes, qui vinrent ensuite enrichir la future Bibliothèque royale de Belgique où ils se trouvent toujours.
- Bibliothécaire: Carlos Antonio de La Serna Santander.

## Le musée
À l'École centrale de Bruxelles fut adjoint également un riche musée de peintures qui formera le noyau du futur Musée royal d'art ancien à Bruxelles.

## Les professeurs
Les professeurs étaient des savants d'envergure, dont nous retrouverons les noms dans les futures Université impériale à Bruxelles et Université d'État de Louvain.
Parmi lesquels:
- Rouillé
- Philippe Lesbroussart (1781-1865), professeur de lettres anciennes.
- Jean-Baptiste Van Mons (1765-1842), professeur de chimie et de physique expérimentale.
- Charles Van Hulthem (1764-1832).
- Van der Stegen de Putte, ancien amman de Bruxelles, membre du lignage Serroelofs, professeur d'histoire naturelle.
- Charles-Lambert Doutrepont (1746 - 1809), professeur de législation.
- Rozin, docteur en médecine, professeur d'histoire naturelle.

## Les élèves
- Jean-Baptiste de Dobbeleer (1784-1868), architecte.
- Vandezande, polytechnicien.
- Pierre De Hulstere.

## La création de laSociété de littérature de Bruxelles
Ce furent des professeurs et des élèves de l'École centrale du département de la Dyle qui fondèrent le 12 janvier 1820, la Société de littérature de Bruxelles. Chaque année cette société faisait imprimer un recueil de ses poésies ; mais, depuis 1824, ses annuaires ne sont plus parus.